# ピランダミン
ピランダミン(Pirandamine)は、選択的セロトニン再取り込み阻害薬として作用する三環式化合物である。1970年代に抗うつ薬として開発されたが、市販はされなかった。ピランダミンは構造的に、ノルアドレナリン再取り込み阻害薬として作用するタンダミンと関連がある。